# アリョーナ・ブズドゥガン
アリョーナ・ブズドゥガン （ロシア語: Алёна Буздуган, ロシア語ラテン翻字: Alena Buzdugan、1989年5月2日 - ）は、ロシア連邦サハリン州コルサコフ市（日本名・大泊町）出身のタレント、リポーター、通訳およびロシア語講師、ユーチューバー。身長160cm。
主に「アリョーナ」名義で北海道札幌市を拠点に活動。自己紹介の際にも「ブズドゥガン」という姓および父称を名乗ることはほぼ無い。
テレビ出演は主に北海道のローカル番組中心であるが、全国放送の番組にも出演する事がある。

## 来歴
1990年代のソ連のおける政治的・経済的混乱の只中に船員だった父が北海道の港町をよく訪れており、そのたびにハローキティのグッズなどのお土産品を持ち帰ってくれていたことで日本文化に関心を持つ。サハリン国立総合大学東洋学部にて日本語を専攻し、日本の言語や文化を学ぶ。
大学在学中の2008年に短期留学で1ヶ月間北海道文教大学で学び、その後休学して札幌国際日本語学院に1年間留学。その頃から友人のインターネットテレビに出演するようになる。復学・卒業を経て、2012年10月から2014年3月まで北海道大学国際メディアコミュニケーション学科に研究生として留学。友人のインターネットテレビのMCを引き継ぐことになり、そこから北海道のテレビ局とのつながりが生まれた。こうして、北大に在学中であった2014年にHTBのディレクターにスカウトされ、「恋する北海道（のちのLOVE HOKKAIDO）」に初出演しタレントデビューした。以後は「アリョーナ」名義で北海道のローカルTV番組のレポーターを始めるなどタレントとしても活動。その後、専門学校札幌ビジュアルアーツパフォーマンス学科に入学し、より日本のエンターテインメントやメディアに対する知識を深める。2016年卒業後にジャイブプロモーションに所属する。またタレント活動の他に、2014年からは北海道・ロシア極東交流事業実行委員会が主催する「青少年サハリン・北海道『体験・友情』の翼」に通訳として参加し、日本人学生らのサハリンでのホームステイをサポートしている。
2019年8月28日、日本人一般男性と結婚。
2020年3月に自身のYoutubeチャンネル「北のアリョーナ」を開設し、主に北海道の観光情報などの配信を開始。同年7月から北海道の観光情報などを発信する「ほっかいどう応援団会議」応援アンバサダーに就任。また、ロシア語音声と英語字幕を併用したセカンドチャンネルである「ALENA IN JAPAN」も開設した。
2021年3月31日、ジャイブプロモーション退所、フリータレントとなる。

## 人物
- 勉強熱心で明るい性格。
- 自己紹介やリアクションをロシア語で表現することがあり、その都度共演者やスタッフなどから意味を問われている。

## 出演
- いいべさ北海道（ビデオワーク、2011年2月7日＜第1回＞ - 2019年3月25日＜第350回＞）MC
- たびばん（札幌テレビ）
- マハトマパンチ(2013年10月6日 - 2015年8月30日、札幌テレビ)
- けいナビ ～応援!どさんこ経済～（テレビ北海道）けいざいナビ国際学部担当
- イチオシ!（ - 2018年3月21日、北海道テレビ）アリョーナの写ガール担当
- LOVE HOKKAIDO（2016年4月3日 - 2020年3月28日、北海道テレビ）
- 夜のお楽しみ寝落ちちゃん（北海道テレビ）
- アメージパング!（TBSテレビ）
- イチモニ!（2020年4月4日 - 2021年3月27日、北海道テレビ）土曜日版2部レギュラー
- 日本統一 北海道編（2023年、北海道文化放送） - ターシャ